# Nacaduba narovona
Nacaduba narovona är en fjärilsart som beskrevs av Grose-smith 1897. Nacaduba narovona ingår i släktet Nacaduba och familjen juvelvingar. Inga underarter finns listade i Catalogue of Life.